# フランク・W・ミーチャム
フランク・ホワイト・ミーチャム（Frank White Meacham, 1856年5月31日 – 1909年12月22日）は、アメリカの作曲家であり、ティン・パン・アレーの編曲家。
代表曲は行進曲「アメリカン・パトロール」作品92。